# Зелений будинок
«Зелений будинок» (рос. «Зелёний дом») — радянський художній фільм 1964 року, знятий на Свердловській кіностудії.

## Сюжет
Демобілізований моряк Силаєв одружується на коханій дівчині Наташі. Незабаром він дізнається, що сім'я дружини живе на нетрудові доходи, і категорично відмовляється брати участь в їх спекулятивних махінаціях. Силаєв і Наташа їдуть до Сибіру, в один з ліспромгоспів. Тут він починає рішуче боротися проти хижацького винищення лісу, з байдужістю і діляцтвом керівників. Наташа ж, не витримавши труднощів життя, залишає чоловіка. Силаєв залишається один і, продовжуючи боротьбу, знаходить нових друзів.

## У ролях
- Володимир Селезньов — Євген Силаєв
- Долорес Столбова — Наташа, дружина Євгенія Силаєва
- Данило Нетребін — Федір Гаврилович Анісімов, бригадир лісорубів
- Адольф Ільїн — Микола Митрофанович Редькін, начальник лісопункту
- Ольга Левашова — Варя, кухарка
- Павло Хромовських — Семен Іванович Єфименко, знатний лісоруб, бригадир, передовик
- Борис Мезрін — Селіванов, лісоруб, батько Мані
- Борис Тарабакін — Йолкін, лісоруб, приятель Єфименка
- Олена Максимова — Марфа Миколаївна, мати Наташи і Олі
- Василь Макаров — людина в куртці, попутник Євгена Силаєва на катері
- Михайло Буйний — директор ліспромгоспу
- Анатолій Булдигін — епізод
- Маргарита Буторіна — Оля, сестра Наташі
- Надія Гордієвич — Маня, дочка Селіванова
- Віктор Саїтов — лісоруб
- Галина Самакаєва — епізод

## Знімальна група
- Режисер — Андрій Фролов
- Сценарист — Борис Можаєв
- Оператор — Ігор Лукшин
- Композитор — Василь Соловйов-Сєдой
- Художник — Юрій Істратов